# Микроэкономические обоснования
Микроэкономические обоснования (англ. microfoundations)— подход к построению макроэкономики, основанный на предварительном микроэкономическом описании поведения экономических агентов с последующим объединением отдельных моделей в единую макроэкономическую модель, описывающую экономику в целом.
Микроэкономический подход к макроэкономике основан на том, что в конечном счете все наблюдаемые макроэкономические переменные (выпуск, потребление, инвестиции, безработица, инфляция, валютный курс и т. д.) являются результатом индивидуальных решений отдельных экономических агентов.

## История
Макроэкономика как отдельная область исследований возникла после работ Джона Мейнарда Кейнса, в частности после выхода в 1936 году книги «Общая теория занятости, процента и денег». Кейнс уделял недостаточное внимание объяснению того, каким образом индивидуальное поведение приводит к колебаниям экономической активности. При этом некоторые микроэкономические предпосылки в его работах были. Например, он использовал понятие предельной склонности к потреблению (сбережению) для того, чтобы объяснить уровень потребления, который выбирают домохозяйства в зависимости от располагаемого дохода. Он считал, что домохозяйства тратят фиксированную часть дохода на потребление, а остаток на сбережения. Кейнс называл это основным психологическим законом и считал это достаточным микроэкономическим обоснованием. Аналогично уровень инвестиций объяснялся им на основе гипотезы о животном духе инвесторов — внезапном изменении настроения инвесторов, которое приводило к увеличению или уменьшению инвестиций и совокупного спроса. Тем самым изменения в поведении инвесторов приводили к колебаниям экономической активности.
Основная проблема кейнсианства заключалась в том, что оно плохо согласовывалось с существовавшей тогда неоклассической микроэкономической теорией. Неоклассики исходили из представления о рациональном поведении экономических агентов, тогда как кейнсианство обращалось к поведенческим предпосылкам. В рамках неоклассической теории трудно было объяснить существование вынужденной безработицы. При рациональном поведении конкуренция за рабочее место должна была привести к снижению ставок реальной заработной платы и устранению неравновесия на рынке. Тем не менее Великая депрессия сопровождалась значительной вынужденной безработицей, которая носила затяжной характер.
Противоречия между неоклассической теорией и кейнсианством были частично преодолены к рамках неоклассического синтеза. В 1937 Джон Хикс представил модель IS-LM., которая решала противоречия. Тем не менее неоклассический синтез оказался недостаточным. В частности, функция потребления, основанная на основном психологическом законе, была слишком простой. Некоторые зависимости в макроэкономике основывались не на микроэкономической теории, а являлись слишком далеко идущими обобщениями статистический корреляций. Примером может служить кривая Филлипса, которая не имела микрообоснования, но активно использовалась при проведении денежно-кредитной политики.
Использование недостаточно обоснованных моделей явилось одной из причин стагфляции и привело к кризису кейнсианской макроэкономики. Следующий этап развития начался с критики Лукаса. Ее суть сводилась к тому, чтобы не подменять реальные закономерности статическими корреляциями, но и учитывать поведение людей как источник наблюдаемых зависимостей.
В рамках новой исследовательской программы, экономисты предложили альтернативные подходы к описанию функции потребления. В частности, были предложены гипотезы жизненного цикла и перманентного дохода. Эти гипотезы были предложены еще до начала стагфляции, но в 70-е и 80-е годы были переосмыслены на основе моделей межвременного выбора и включены в новые теории. Кроме того, в экономические модели явным образом было включено описание процесса формирования ожиданий: рациональных или адаптивных.
Итогом реализации новой исследовательской программы стало построение полностью микрообоснованных теорий: сначала новых классических, а потом и новых кейнсианских.

## Современное состояние
Современные модели являются моделями динамического стохастического общего экономического равновесия (DGSE). В их основе лежит явное описание поведение двух основных типов экономических агентов: домохозяйств и фирм.
1. Выбор домохозяйств описывается межвременной задачей потребителя. Модель позволяет получить потребление, сбережения и количество предлагаемого труда как функции цен, ставки заработной платы и процентной ставки.
2. Выбор фирм описывается межвременной задачей фирмы. Модель позволяет получить спрос на труд, объем выпуска и инвестиций как функцию цен, ставки заработной платы и процентной ставки.

В экономические модели явным образом включено описание процесса формирования ожиданий: рациональных или адаптивных. Кроме того, при необходимости может присутствовать явное описание действий правительства.
1. Поведение денежных властей (чаще всего, центрального банка) описывается денежным правилом.
2. Поведение фискальных властей описывается бюджетным правилом.

Цены, ставки заработной платы, процентные ставки определяются как результат совместного равновесия на рынке товаров и услуг, труда и денег. Такой подход позволяет учитывать рефлексивность экономических агентов, то есть двустороннюю обратную связь между мышлением и реальностью. Изменение в поведении агентов или изменения в экономической среде приводят к перестройке оптимальных решений, что в свою очередь меняет среду и приводит к новым оптимальным решениям. Процесс продолжается до установления нового долгосрочного равновесия.

## Критика
Некоторые экономисты справедливо указывали на ограниченность концепции репрезентативного агента. Например, Алан Кирман и С. Абу Тураб  Ризви, ссылались на теорему Зонненшайна – Мантела – Дебре, которая не позволяет получить удовлетворительное микроэкономическое обоснование в модели с репрезентативным агентом. Джексон и Лилат (2017) показали, что репрезентативные агенты не существуют для наиболее часто используемых функций спроса.
Вместе с тем в макроэкономике все чаще используются модели с гетерогенными агентами, которые являются более реалистичными. Примером могут служить модели HANK (Heterogeneous Agent New Keynesian Models).